# Ulf Samuelsson
Ulf Samuelsson (* 26. března, 1964, Fagersta, Švédsko) je bývalý švédský profesionální hokejista. Momentálně pracuje jako trenér týmu MODO Hockey, hrající švédskou Elitserien. Během své kariéry v NHL si zahrál za týmy Hartford Whalers, Pittsburgh Penguins, New York Rangers, Detroit Red Wings, a Philadelphia Flyers.

## Životopis
Bývá označován za jednoho z nejzákeřnějších hráčů, kteří kdy hráli v NHL. Za to může především jeho agresivní styl hraní a fauly koleno na koleno (knee-on-knee). Nejznámější je pravděpodobně jeho faul na Cama Neelyho, kterého zranil 11. května 1991. Koleno se mu už nikdy nepodařilo zcela vyléčit. O tom, že byl nenáviděný svědčí i to, že když ho Tie Domi nečekaně udeřil do obličeje a on se skácel k ledu, celá aréna Domiho opěvovala. To bylo dost nezvyklé, při těchto zákrocích obvykle publikum pískalo a pokud se jednalo o zvláště oblíbeného hráče, zasypalo led odpadky. Nutno podotknout, že se obětí podobných útoků stával opravdu často.
Pro svůj styl hry si vysloužil přezdívku Tuffe Uffe (tuffe je švédsky tvrdý a Uffe je domácká podoba jména Ulf).
Má tři děti, Philipa, Henrika a dceru Victorii. Philip (* 1991) hraje hokej za Boston College a byl draftován Pittsburgh Penguins, v roce 2009 byl členem týmu USA, který vyhrál mistrovství světa do 18 let.

## Hráčská kariéra
V roce 1982 byl draftován jako 69. celkově týmem Hartford Whalers. V roce 1991 byl vyměněn do týmu Pittsburgh Penguins, kterému pomohl vyhrát Stanley Cup, když vstřelil v 6. zápase playoff vítězný gól proti Minnesotě North Stars. V NHL odehrál 1080 zápasů, v nichž nasbíral 332 bodů za 57 gólů a 275 asistencí. Dostal však i 2453 trestných minut. Během olympijských her v Naganu byl vyhozen ze švédského týmu, když se zjistilo, že požádal a obdržel americké občanství. Ztratil švédské občanství a nemohl hrát. Navráceno mu bylo až v roce 2003, kdy bylo ve Švédsku povoleno dvojí občanství.

## Ocenění a úspěchy
- 1982 MEJ – All-Star Tým
- 1991 NHL – Vítězný gól
- V únoru 1987 byl vybrán do týmu NHL, který se v sérii zvané Rendez-vous '87 utkal se sbornou SSSR

## Prvenství
- Debut v NHL – 11. října 1984 (New York Rangers proti Hartford Whalers)
- První gól v NHL – 6. února 1985 (Hartford Whalers proti Calgary Flames, kanadskému brankáři Réjean Lemelin)
- První asistence v NHL – 7. února 1985 (Boston Bruins proti Hartford Whalers)

## Klubové statistiky
| Sezóna              | Klub                | Soutěž              |      | Základní část | Základní část | Základní část | Základní část | Základní část |   | Play off | Play off | Play off | Play off | Play off |
| Sezóna              | Klub                | Soutěž              | Z    | G             | A             | B             | TM            | Z             | G | A        | B        | TM       |          |          |
| 1981/1982           | Leksands IF         | SEL                 | 31   | 3             | 1             | 4             | 40            | —             | — | —        | —        | —        |          |          |
| 1982/1983           | Leksands IF         | SEL                 | 33   | 9             | 6             | 15            | 72            | —             | — | —        | —        | —        |          |          |
| 1983/1984           | Leksands IF         | SEL                 | 36   | 5             | 11            | 16            | 53            | —             | — | —        | —        | —        |          |          |
| 1984/1985           | Hartford Whalers    | NHL                 | 41   | 2             | 6             | 8             | 83            | —             | — | —        | —        | —        |          |          |
| 1984/1985           | Binghamton Whalers  | AHL                 | 36   | 5             | 11            | 16            | 92            | —             | — | —        | —        | —        |          |          |
| 1985/1986           | Hartford Whalers    | NHL                 | 80   | 5             | 19            | 24            | 174           | 10            | 1 | 2        | 3        | 38       |          |          |
| 1986/1987           | Hartford Whalers    | NHL                 | 78   | 2             | 31            | 33            | 162           | 5             | 0 | 1        | 1        | 41       |          |          |
| 1987/1988           | Hartford Whalers    | NHL                 | 76   | 8             | 33            | 41            | 159           | 5             | 0 | 0        | 0        | 8        |          |          |
| 1988/1989           | Hartford Whalers    | NHL                 | 71   | 9             | 26            | 35            | 181           | 4             | 0 | 2        | 2        | 4        |          |          |
| 1989/1990           | Hartford Whalers    | NHL                 | 55   | 2             | 11            | 13            | 177           | 7             | 1 | 0        | 1        | 2        |          |          |
| 1990/1991           | Hartford Whalers    | NHL                 | 62   | 3             | 18            | 21            | 174           | —             | — | —        | —        | —        |          |          |
| 1990/1991           | Pittsburgh Penguins | NHL                 | 14   | 1             | 4             | 5             | 37            | 20            | 3 | 2        | 5        | 34       |          |          |
| 1991/1992           | Pittsburgh Penguins | NHL                 | 62   | 1             | 14            | 15            | 206           | 21            | 0 | 2        | 2        | 39       |          |          |
| 1992/1993           | Pittsburgh Penguins | NHL                 | 77   | 3             | 26            | 29            | 249           | 12            | 1 | 5        | 6        | 24       |          |          |
| 1993/1994           | Pittsburgh Penguins | NHL                 | 80   | 5             | 24            | 29            | 199           | 6             | 0 | 1        | 1        | 18       |          |          |
| 1994/1995           | Leksands IF Stars   | SEL                 | 2    | 0             | 0             | 0             | 8             | —             | — | —        | —        | —        |          |          |
| 1994/1995           | Pittsburgh Penguins | NHL                 | 44   | 1             | 15            | 16            | 113           | 7             | 0 | 2        | 2        | 8        |          |          |
| 1995/1996           | New York Rangers    | NHL                 | 74   | 1             | 18            | 19            | 122           | 11            | 1 | 5        | 6        | 16       |          |          |
| 1996/1997           | New York Rangers    | NHL                 | 73   | 6             | 11            | 17            | 136           | 15            | 0 | 2        | 2        | 30       |          |          |
| 1997/1998           | New York Rangers    | NHL                 | 73   | 3             | 9             | 12            | 122           | —             | — | —        | —        | —        |          |          |
| 1998/1999           | New York Rangers    | NHL                 | 67   | 3             | 9             | 12            | 93            | —             | — | —        | —        | —        |          |          |
| 1998/1999           | Detroit Red Wings   | NHL                 | 4    | 0             | 0             | 0             | 6             | 9             | 0 | 3        | 3        | 10       |          |          |
| 1999/2000           | Philadelphia Flyers | NHL                 | 49   | 1             | 2             | 3             | 58            | —             | — | —        | —        | —        |          |          |
| Celkem v NHL        | Celkem v NHL        | Celkem v NHL        | 1080 | 57            | 275           | 332           | 2453          | 132           | 7 | 27       | 34       | 272      |          |          |
| Celkem v AHL        | Celkem v AHL        | Celkem v AHL        | 36   | 5             | 11            | 16            | 92            | —             | — | —        | —        | —        |          |          |
| Celkem v Elitserien | Celkem v Elitserien | Celkem v Elitserien | 102  | 17            | 18            | 35            | 173           | —             | — | —        | —        | —        |          |          |

## Reprezentace
| Rok          | Tým          | Soutěž       | Z  | G | A | B | TM |
| ------------ | ------------ | ------------ | -- | - | - | - | -- |
| 1982         | Švédsko 18   | MEJ          | 5  | 2 | 1 | 3 | 10 |
| 1982         | Švédsko 20   | MSJ          | 7  | 1 | 2 | 3 | 18 |
| 1983         | Švédsko 20   | MSJ          | 1  | 1 | 0 | 1 | 2  |
| 1984         | Švédsko 20   | MSJ          | 7  | 1 | 4 | 5 | 10 |
| 1985         | Švédsko      | MS           | 9  | 1 | 2 | 3 | 22 |
| 1990         | Švédsko      | MS           | 7  | 2 | 0 | 2 | 18 |
| 1991         | Švédsko      | KP           | 3  | 0 | 0 | 0 | 4  |
| 1998         | Švédsko      | OH           | 3  | 0 | 1 | 1 | 4  |
| Celkem v MSJ | Celkem v MSJ | Celkem v MSJ | 15 | 2 | 7 | 9 | 30 |
| Celkem v MS  | Celkem v MS  | Celkem v MS  | 16 | 3 | 2 | 5 | 40 |